# 949
Évszázadok: 9. század – 10. század – 11. század
Évtizedek: 890-es évek – 900-as évek – 910-es évek – 920-as évek – 930-as évek – 940-es évek – 950-es évek – 960-as évek – 970-es évek – 980-as évek – 990-es évek
Évek: 944 – 945 – 946 – 947 –  948 – 949 – 950 – 951 – 952 – 953 – 954

## Események

### Európa
- A magyarok betörnek Bajorországba és bár Welsnél és Laanál kisebb győzelmeket aratnak, Henrik bajor herceg visszaveri a támadásukat.
- Horvátországban Pribina bán fellázad Miroslav király ellen. Miroslavot csatában megölik és trónját öccse, II. Mihály Krešimir örökli.
- Meghal I. Hermann sváb herceg. Utódja veje, Liudolf, Ottó német király fia. Ottó (aki öccsét az előző évben bajor herceggé nevezte ki) így biztosítja uralmát a délnémet hercegségek fölött.
- IV. Lajos nyugati frank király visszaveszi székhelyét, Laont Nagy Hugó hercegtől, akinek előző évi kiközösítését II. Agapetus pápa is megerősíti.

### Bizánci Birodalom
- A Kónsztantinosz Gongülész vezette bizánci flotta megpróbálja visszafoglalni Krétát a szaracénoktól, de egy meglepetésszerű éjjeli támadásban katasztrofális vereséget szenvednek, a tengernagy is alig tud megmenekülni.
- Szajf al-Daula aleppói emír betör a határvidéki Lükandoszi themába, de visszaverik. A bizánci ellentámadás során kifosztják Maras városát és a portyázó csapatok egészen Antiochiáig jutnak. Theophilosz Kurkuasz hét hónapos ostrom után elfoglalja Theodosziopoliszt.

### Távol-Kelet
- Japánban meghal Fudzsivara no Tadahira régens (kampaku), a hatalom tényleges birtokosa. Murakami császár nem nevez ki új kampakut, de a hatalom továbbra is a Fudzsivara-klán (a Fudzsivara no Szanejori és Fudzsivara no Moroszuke fivérek) kezében marad.
- Koreában meghal Csongdzsong, Korjo elmebeteg királya. Utóda öccse, Kvangdzsong.

## Születések
- Mathilde, esseni apátnő, I. Ottó császár unokája
- Szent Szümeón, bizánci költő, teológus

## Halálozások
- szeptember 14. – Fudzsivara no Tadahira, japán régens
- Al-Musztakfi, abbászida kalifa
- Csongdzsong, korjói király
- Imád ad-Daula, farszi emír, a Bújida dinasztia alapítója
- I. Hermann, sváb herceg
- Miroslav, horvát király
- Zolta, magyar fejedelem

## Fordítás
- Ez a szócikk részben vagy egészben  a(z)   949 című angol Wikipédia-szócikk ezen változatának fordításán alapul.  Az eredeti cikk szerkesztőit annak laptörténete sorolja fel. Ez a jelzés csupán a megfogalmazás eredetét és a szerzői jogokat jelzi, nem szolgál a cikkben szereplő információk forrásmegjelöléseként.